# Aneesh Sheth
Aneesh Sheth (née le 5 janvier 1982) est une actrice indo-américaine et militante transgenre.

## Biographie
Aneesh Sheth est née en Inde, puis a déménagé aux États-Unis lorsqu'elle était encore enfant. Ses parents étaient « très encourageants » envers la pratique du théâtre et Sheth a fait ses premiers pas sur scène dès l'âge de 7 ans. En 2008, Sheth a transitionné après avoir aidé les enfants LGBTQ en rejoignant The Trevor Project et The Stigma Project. Après avoir entendu des personnes transgenres parler, Sheth a réalisé qu’elle aussi était trans et a décidé d’entamer le processus. En faisant son coming-out auprès de sa famille, elle s'est heurtée à la fois à du soutien et à de l'opposition. « Presque tout le monde a dit qu'il n'était pas surpris. J'ai vécu quelques pertes dans certaines relations, mais cela en a renforcé d'autres. On apprend que la vie est courte et qu'on n'a pas de temps à perdre avec des gens qui ne t'accepteront pas pleinement telle que tu es. »,
Son premier grand rôle d'actrice était celui de Kami Sutra dans la sitcom de NBC Outsourced . Elle n'est apparue que dans 2 épisodes, mais a considéré cela comme un tournant dans sa carrière en déclarant : « Je ne devrais pas me limiter à cause de qui je suis ». Sheth a été choisie pour incarner Gillian dans la troisième et dernière saison de Jessica Jones, qui fait partie de la franchise à succès Marvel Cinematic Universe. Elle a apprécié que la transidentité de son personnage ne soit pas un problème majeur et qu'il soit traité comme quelque chose de normal, ajoutant : « Il n'y a aucune mention du fait que [Gillian] soit trans dans la série, ni un récit autour de son identité. Ce que je trouve merveilleux parce que les personnes trans existent dans le monde et leur récit [trans] n'est pas toujours un point clé de l'histoire. » De la même manière, aucune mention n'est faite du fait que son personnage Amy soit trans dans le film My Dear F***ing Prince.

## Filmographie
| Année     | Titre                     | Rôle                 | Notes                                                        |
| --------- | ------------------------- | -------------------- | ------------------------------------------------------------ |
| 2011      | Outsourced                | Kami Sutra           | 2 épisodes                                                   |
| 2011      | My Inner Turmoil          | Priya                | Short film                                                   |
| 2012      | Arbore                    | Cypress              | Short film                                                   |
| 2015      | Crave                     | Maggie               | TV Pilote; également scénariste, productrice et réalisatrice |
| 2015      | Semi-Secret               | Valerie Derasport    |                                                              |
| 2017      | Difficult People          | Wendy                | Episode: "Sweet Tea"                                         |
| 2018      | A Kid Like Jake           | Dr. Laurel Hendricks |                                                              |
| 2018      | High Maintenance          | Ardhi                | Episode: "Fagin"                                             |
| 2018–2019 | New Amsterdam             | Lila                 | 3 épisodes                                                   |
| 2019      | Jessica Jones             | Gillian              | 8 épisodes                                                   |
| 2019      | Insomnia                  | Kat                  | Minisérie; 2 épisodes                                        |
| 2020      | First One In              | Preeti               |                                                              |
| 2022      | The Walking Dead          | Jan                  | Episode: "Rogue Element"                                     |
| 2023      | Red, White and Royal Blue | Amy                  |                                                              |